# Lys-Saint-Georges
Pour les articles homonymes, voir Lys (homonymie) et Saint-Georges.
Lys-Saint-Georges [lis sɛ̃ ʒɔʁʒ] est une commune française située dans le département de l'Indre, en région Centre-Val de Loire.

## Géographie

### Localisation
La commune est située dans le sud du département, dans la région naturelle du Boischaut Sud.
Les communes limitrophes sont : Tranzault (2 km), Jeu-les-Bois (4 km), Neuvy-Saint-Sépulchre (5 km), Buxières-d'Aillac (5 km) et Mers-sur-Indre (5 km).
Les communes chefs-lieux et préfectorales sont : Neuvy-Saint-Sépulchre (5 km), La Châtre (14 km), Châteauroux (21 km), Issoudun (36 km) et Le Blanc (58 km).

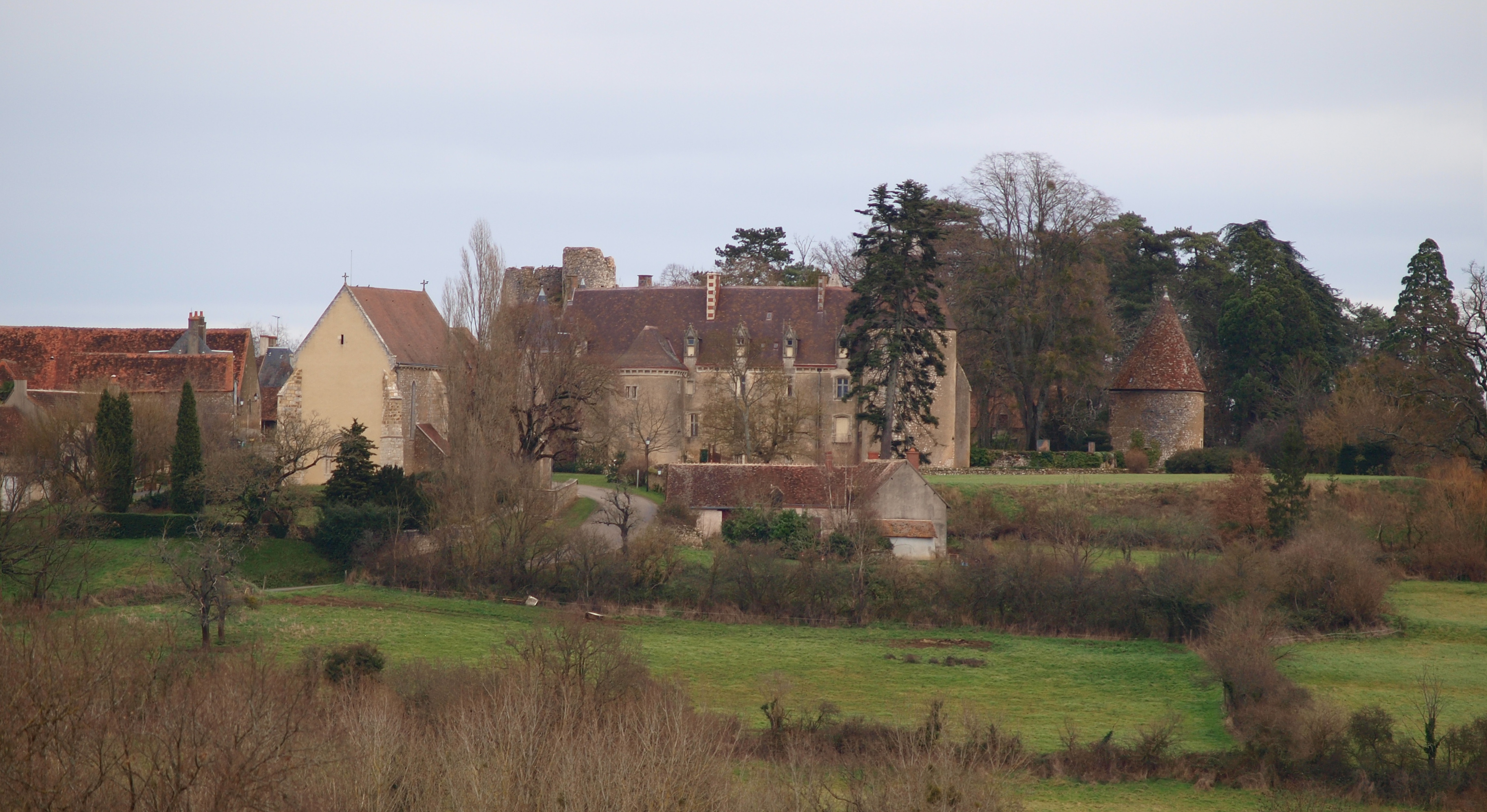
Lys vue depuis le lieu-dit du Plessis en 2014.

### Hameaux et lieux-dits
Les hameaux et lieux-dits de la commune sont : le Plessis, l'Anglée, la Perrière, le Rocher, Fondeville et les Granges.

### Géologie et hydrographie
La commune est classée en zone de sismicité 2, correspondant à une sismicité faible
.
Le territoire communal est arrosé par les rivières Bouzanne et Gourdon.

### Climat
Pour des articles plus généraux, voir Climat du Centre-Val de Loire et Climat de l'Indre.
En 2010, le climat de la commune est de type climat océanique dégradé des plaines du Centre et du Nord, selon une étude du CNRS s'appuyant sur une série de données couvrant la période 1971-2000. En 2020, Météo-France publie une typologie des climats de la France métropolitaine dans laquelle la commune est exposée à un climat océanique altéré et est dans la région climatique Ouest et nord-ouest du Massif Central, caractérisée par une pluviométrie annuelle de 900 à 1 500 mm, maximale en automne et en hiver.
Pour la période 1971-2000, la température annuelle moyenne est de 11,9 °C, avec une amplitude thermique annuelle de 15,5 °C. Le cumul annuel moyen de précipitations est de 804 mm, avec 12,1 jours de précipitations en janvier et 7,5 jours en juillet. Pour la période 1991-2020, la température moyenne annuelle observée sur la station météorologique de Météo-France la plus proche, « Jeu-les-Bois-Auto », sur la commune de Jeu-les-Bois à 4 km à vol d'oiseau, est de 12,0 °C et le cumul annuel moyen de précipitations est de 746,6 mm,. 

### Voies de communication et transports
Le territoire communal est desservi par les routes départementales : 19, 69, 69A, 69C et 74.
Les gares ferroviaires les plus proches sont les gares de Châteauroux (24 km) et Argenton-sur-Creuse (29 km).
Lys-Saint-Georges est desservie par la ligne F du Réseau de mobilité interurbaine.
L'aéroport le plus proche est l'aéroport de Châteauroux-Centre, à 29 km.
Le territoire communal est traversé par le sentier de grande randonnée 46.

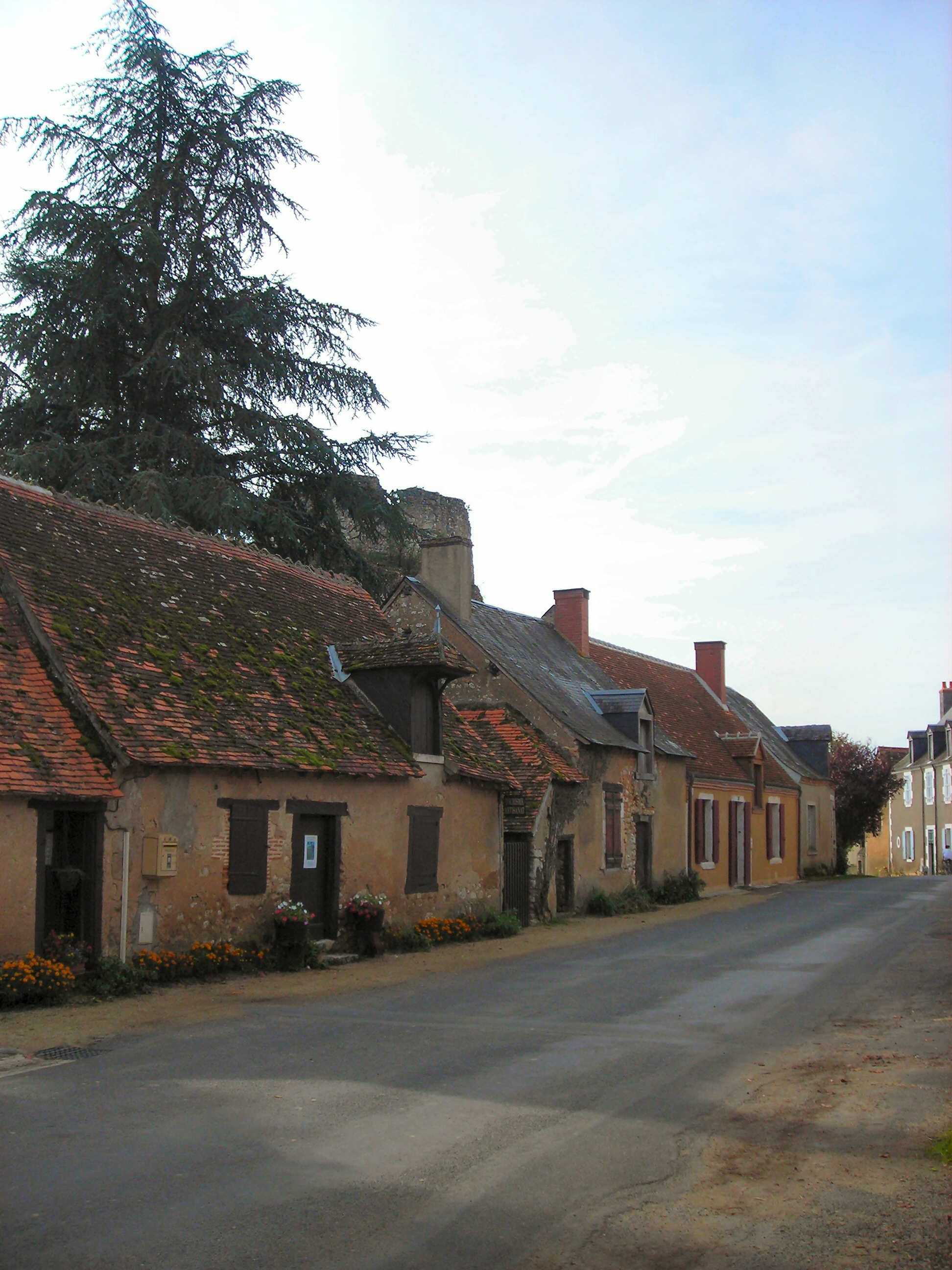
La rue du Château en 2006.
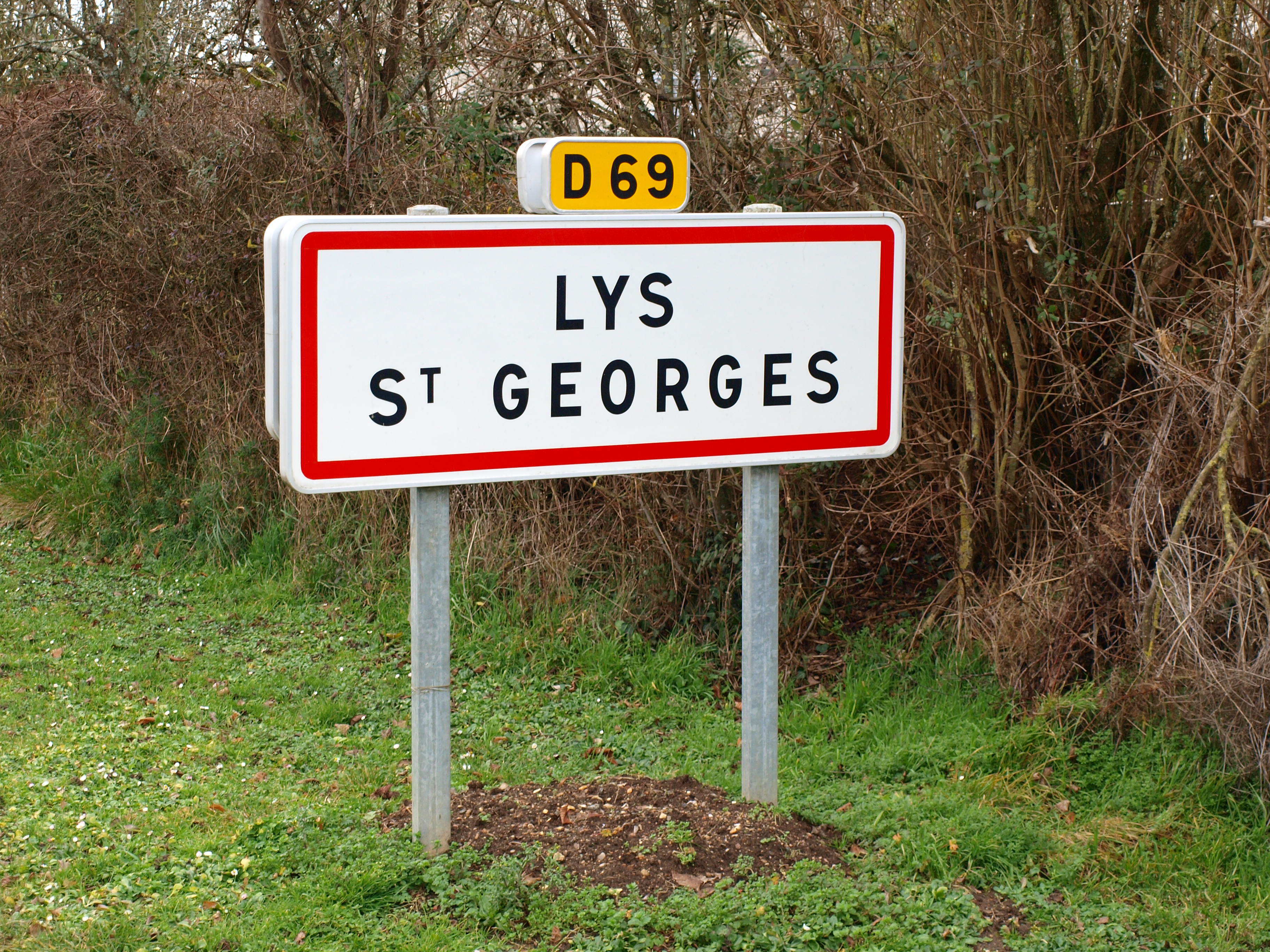
Le panneau d'entrée d’agglomération en 2014.
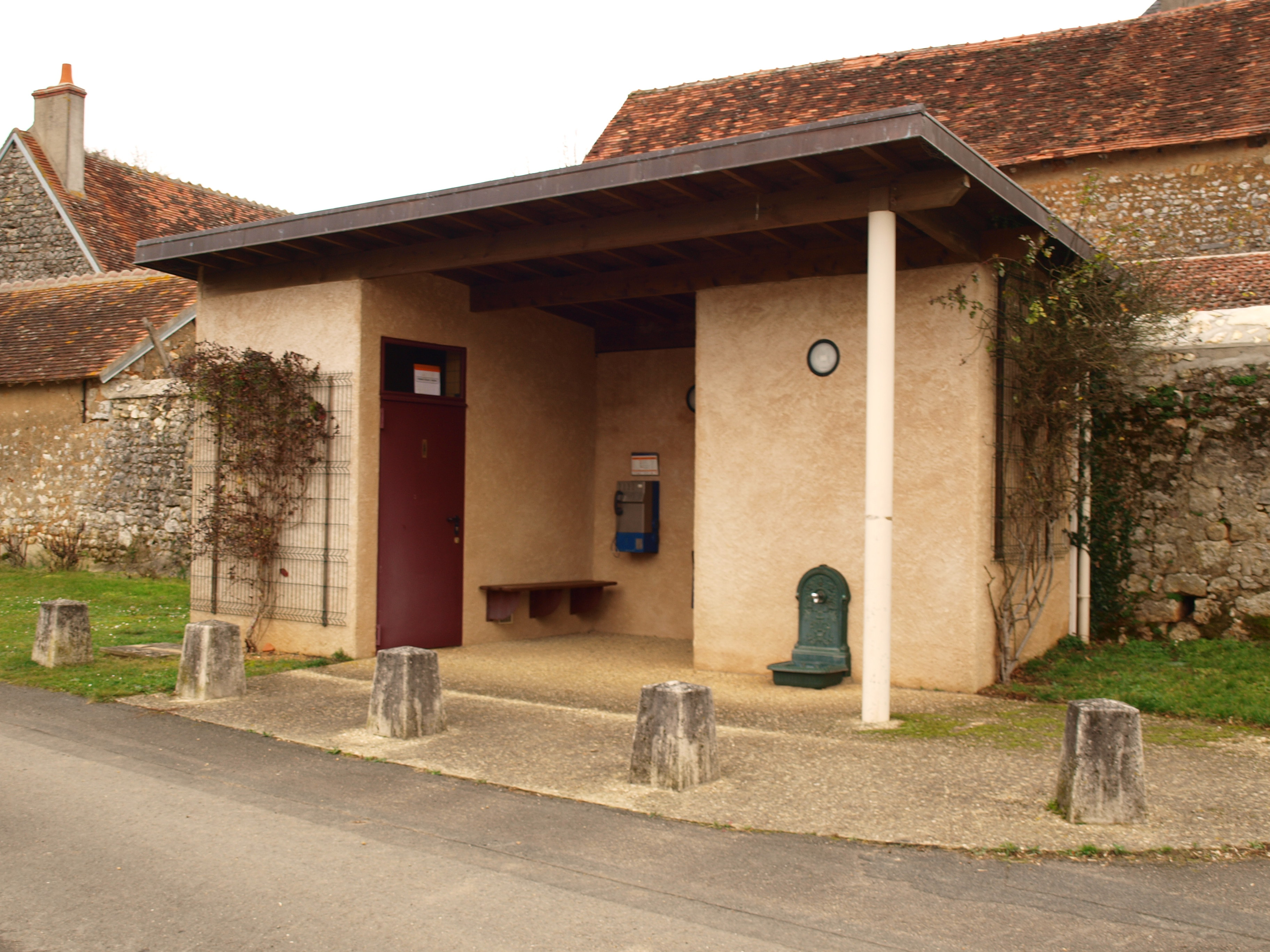
L'arrêt de bus L'Aile Bleue en 2014.

## Urbanisme

### Typologie
Au 1er janvier 2024, Lys-Saint-Georges est catégorisée commune rurale à habitat très dispersé, selon la nouvelle grille communale de densité à sept niveaux définie par l'Insee en 2022.
Elle est située hors unité urbaine. Par ailleurs la commune fait partie de l'aire d'attraction de Châteauroux, dont elle est une commune de la couronne,. Cette aire, qui regroupe 71 communes, est catégorisée dans les aires de 50 000 à moins de 200 000 habitants,.

### Occupation des sols
L'occupation des sols de la commune, telle qu'elle ressort de la base de données européenne d’occupation biophysique des sols Corine Land Cover (CLC), est marquée par l'importance des territoires agricoles (84,8 % en 2018), une proportion sensiblement équivalente à celle de 1990 (84,9 %). La répartition détaillée en 2018 est la suivante : 
prairies (60,1 %), terres arables (15,7 %), forêts (15,1 %), zones agricoles hétérogènes (8,9 %), eaux continentales (0,1 %). L'évolution de l’occupation des sols de la commune et de ses infrastructures peut être observée sur les différentes représentations cartographiques du territoire : la carte de Cassini (XVIIIe siècle), la carte d'état-major (1820-1866) et les cartes ou photos aériennes de l'IGN pour la période actuelle (1950 à aujourd'hui).

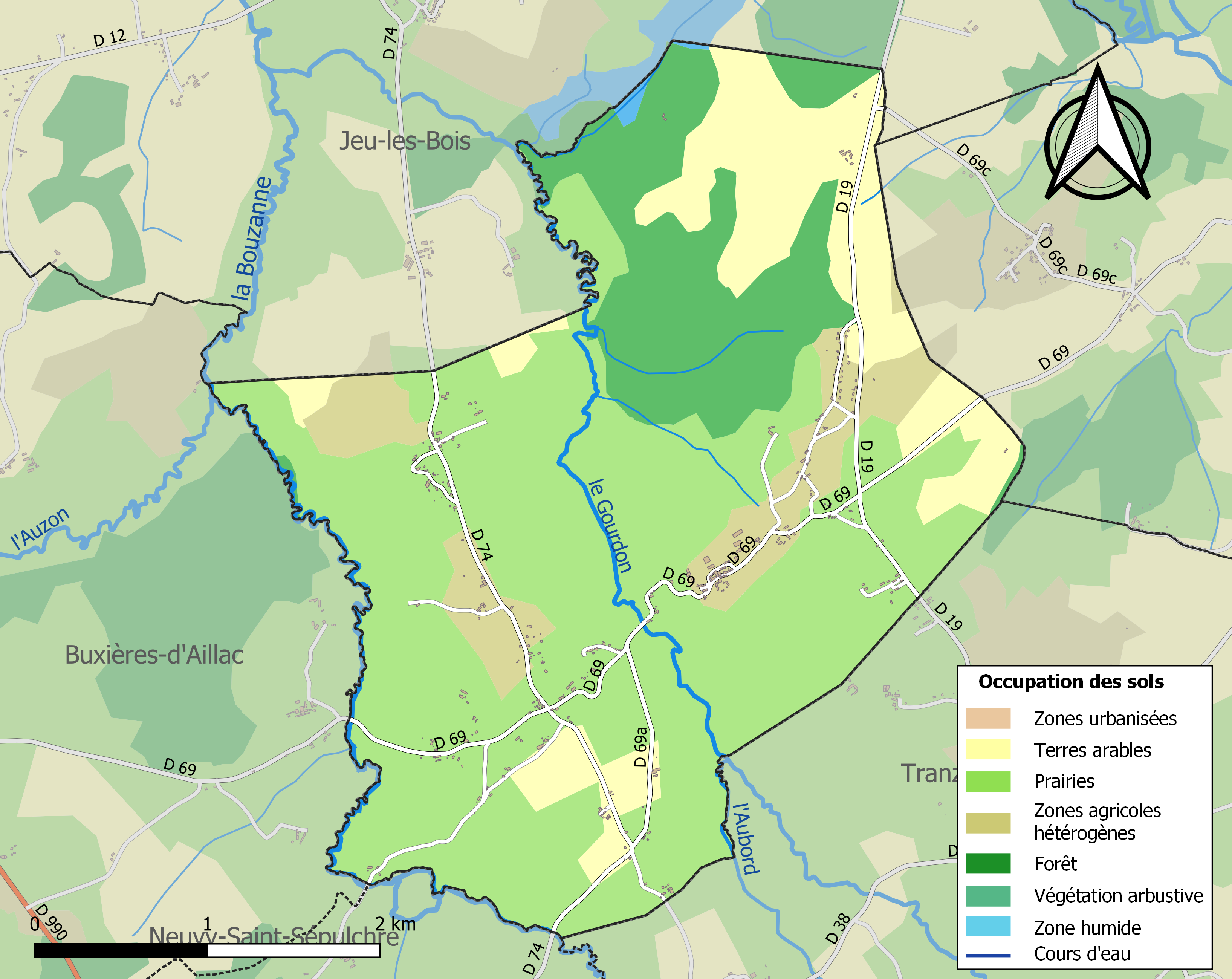
Carte des infrastructures et de l'occupation des sols de la commune en 2018 (CLC).

### Logement
Le tableau ci-dessous présente le détail du secteur des logements de la commune :
| Date du relevé                                              | 2013   |
| Nombre total de logements                                   | 158    |
| Résidences principales                                      | 73,8 % |
| Résidences secondaires                                      | 15,1 % |
| Logements vacants                                           | 11,1 % |
| Part des ménages propriétaires de leur résidence principale | 84,7 % |

### Risques majeurs
Le territoire de la commune de Lys-Saint-Georges est vulnérable à différents aléas naturels : météorologiques (tempête, orage, neige, grand froid, canicule ou sécheresse), feux de forêts et séisme (sismicité faible). Un site publié par le BRGM permet d'évaluer simplement et rapidement les risques d'un bien localisé soit par son adresse soit par le numéro de sa parcelle.
Pour anticiper une remontée des risques de feux de forêt et de végétation vers le nord de la France en lien avec le dérèglement climatique, les services de l’État en région Centre-Val de Loire (DREAL, DRAAF, DDT) avec les SDIS ont réalisé en 2021 un atlas régional du risque de feux de forêt, permettant d’améliorer la connaissance sur les massifs les plus exposés. La commune, étant pour partie dans le massif d'Ardentes, est classée au niveau de risque 4, sur une échelle qui en comporte quatre (1 étant le niveau maximal).

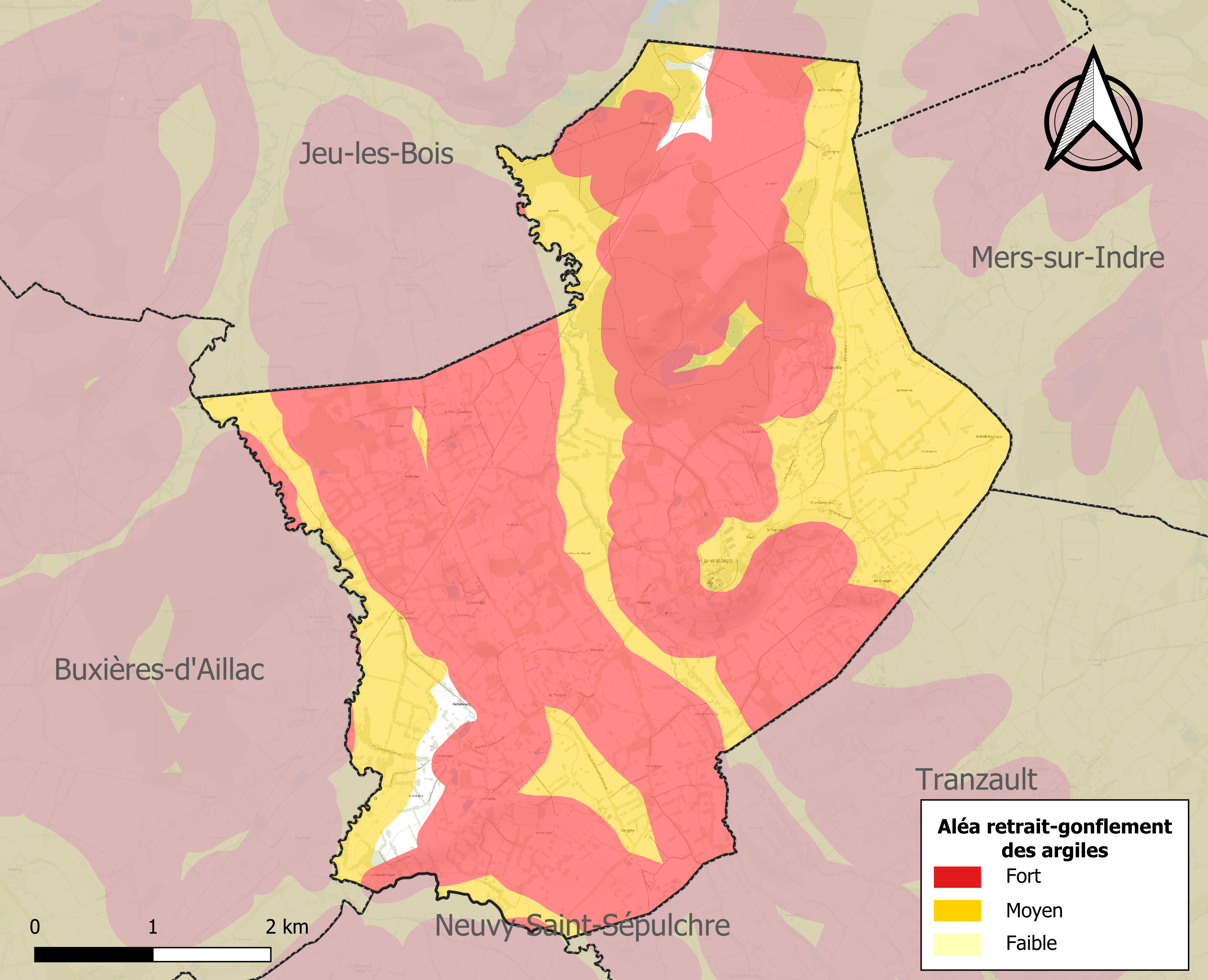
Carte des zones d'aléa retrait-gonflement des sols argileux de Lys-Saint-Georges.

Le retrait-gonflement des sols argileux est susceptible d'engendrer des dommages importants aux bâtiments en cas d’alternance de périodes de sécheresse et de pluie. 98,2 % de la superficie communale est en aléa moyen ou fort (84,7 % au niveau départemental et 48,5 % au niveau national). Sur les 155 bâtiments dénombrés sur la commune en 2019, 154 sont en aléa moyen ou fort, soit 99 %, à comparer aux 86 % au niveau départemental et 54 % au niveau national. Une cartographie de l'exposition du territoire national au retrait gonflement des sols argileux est disponible sur le site du BRGM,.
Concernant les mouvements de terrains, la commune a été reconnue en état de catastrophe naturelle au titre des dommages causés par la sécheresse en 2011, 2016, 2018 et 2019 et par des mouvements de terrain en 1999.

## Toponymie
Le nom de la localité est attesté sous les formes Vicaria obliciacensis sous les Mérovingiens, Parrochia de Olitio, parrochia Sancti Georgii de Olicio en 1310, parrochia de Olicio en 1434,, Oulix en 1485.
Durant la Révolution française, pour suivre le décret de la Convention du 25 vendémiaire an II invitant les communes ayant des noms pouvant rappeler les souvenirs de la royauté, de la féodalité ou des superstitions, à les remplacer par d'autres dénominations, la commune change de nom pour Lys-le-Peletier.
Ses habitants sont appelés les Olliciens.

## Histoire
La communauté de Lys est touchée par la crise démographique du début du XVIIIe siècle, puisqu’elle passe de 73 feux en 1709 à 66 en 1726. L’hiver de 1709-1710 notamment cause de nombreuses pertes, ainsi que la grande canicule de 1719 (qui tua beaucoup par dysenterie).

### Personnages connus
Ludovic SFORZA, duc de Milan capturé par Louis XII en 1500, au cours des guerres d'Italie, est détenu au donjon du château de Lys-Saint-Georges pendant quelques années.
Paul-François Bertrand du Lys, dernier seigneur du lieu, disparu après avoir été soupçonné du meurtre du curé Claude Rahon en 1737.

## Politique et administration
La commune dépend de l'arrondissement de La Châtre, du canton de Neuvy-Saint-Sépulchre, de la deuxième circonscription de l'Indre et de la communauté de communes du Val de Bouzanne.
| Période                                  | Période   | Identité            | Étiquette | Qualité                                 |
| ---------------------------------------- | --------- | ------------------- | --------- | --------------------------------------- |
| mars 1965                                | 1996      | Pierre Jamet        |           | Agriculteur                             |
| 1996,                                    | mars 2014 | Gérald Marterer     | ?         | Retraité                                |
| mars 2014                                | 2020      | Christian Villeteau | DVD       | Médecin chef de service IRSA de l'Indre |
| 2020                                     | En cours  | Olivier Michot      |           |                                         |
| Les données manquantes sont à compléter. |           |                     |           |                                         |

## Population et société

### Démographie
L'évolution du nombre d'habitants est connue à travers les recensements de la population effectués dans la commune depuis 1793. Pour les communes de moins de 10 000 habitants, une enquête de recensement portant sur toute la population est réalisée tous les cinq ans, les populations de référence des années intermédiaires étant quant à elles estimées par interpolation ou extrapolation. Pour la commune, le premier recensement exhaustif entrant dans le cadre du nouveau dispositif a été réalisé en 2006.

En 2022, la commune comptait 200 habitants, en évolution de −10,71 % par rapport à 2016 (Indre : −3 %, France hors Mayotte : +2,11 %).
| 1793 | 1800 | 1806 | 1821 | 1831 | 1836 | 1841 | 1846 | 1851 |
| ---- | ---- | ---- | ---- | ---- | ---- | ---- | ---- | ---- |
| 412  | 402  | 415  | 454  | 468  | 456  | 433  | 406  | 403  |

| 1856 | 1861 | 1866 | 1872 | 1876 | 1881 | 1886 | 1891 | 1896 |
| ---- | ---- | ---- | ---- | ---- | ---- | ---- | ---- | ---- |
| 415  | 423  | 443  | 447  | 469  | 463  | 457  | 466  | 479  |

| 1901 | 1906 | 1911 | 1921 | 1926 | 1931 | 1936 | 1946 | 1954 |
| ---- | ---- | ---- | ---- | ---- | ---- | ---- | ---- | ---- |
| 460  | 436  | 431  | 363  | 341  | 312  | 289  | 270  | 251  |

| 1962 | 1968 | 1975 | 1982 | 1990 | 1999 | 2006 | 2011 | 2016 |
| ---- | ---- | ---- | ---- | ---- | ---- | ---- | ---- | ---- |
| 218  | 180  | 161  | 171  | 180  | 213  | 220  | 257  | 224  |

| 2021 | 2022 | - | - | - | - | - | - | - |
| ---- | ---- | - | - | - | - | - | - | - |
| 205  | 200  | - | - | - | - | - | - | - |

### Enseignement
La commune dépend de la circonscription académique de La Châtre.

### Médias
La commune est couverte par les médias suivants : La Nouvelle République du Centre-Ouest, Le Berry républicain, L'Écho - La Marseillaise, La Bouinotte, Le Petit Berrichon, L'Écho du Berry, France 3 Centre-Val de Loire, Berry Issoudun Première, Vibration, Forum, France Bleu Berry et RCF en Berry.

## Économie
La commune se situe dans l’aire urbaine de Châteauroux, dans la zone d’emploi de Châteauroux et dans le bassin de vie de La Châtre.
La commune se trouve dans l'aire géographique et dans la zone de production du lait, de fabrication et d'affinage du fromage Valençay.
Une auberge nommée La Forge, se trouve dans la commune.

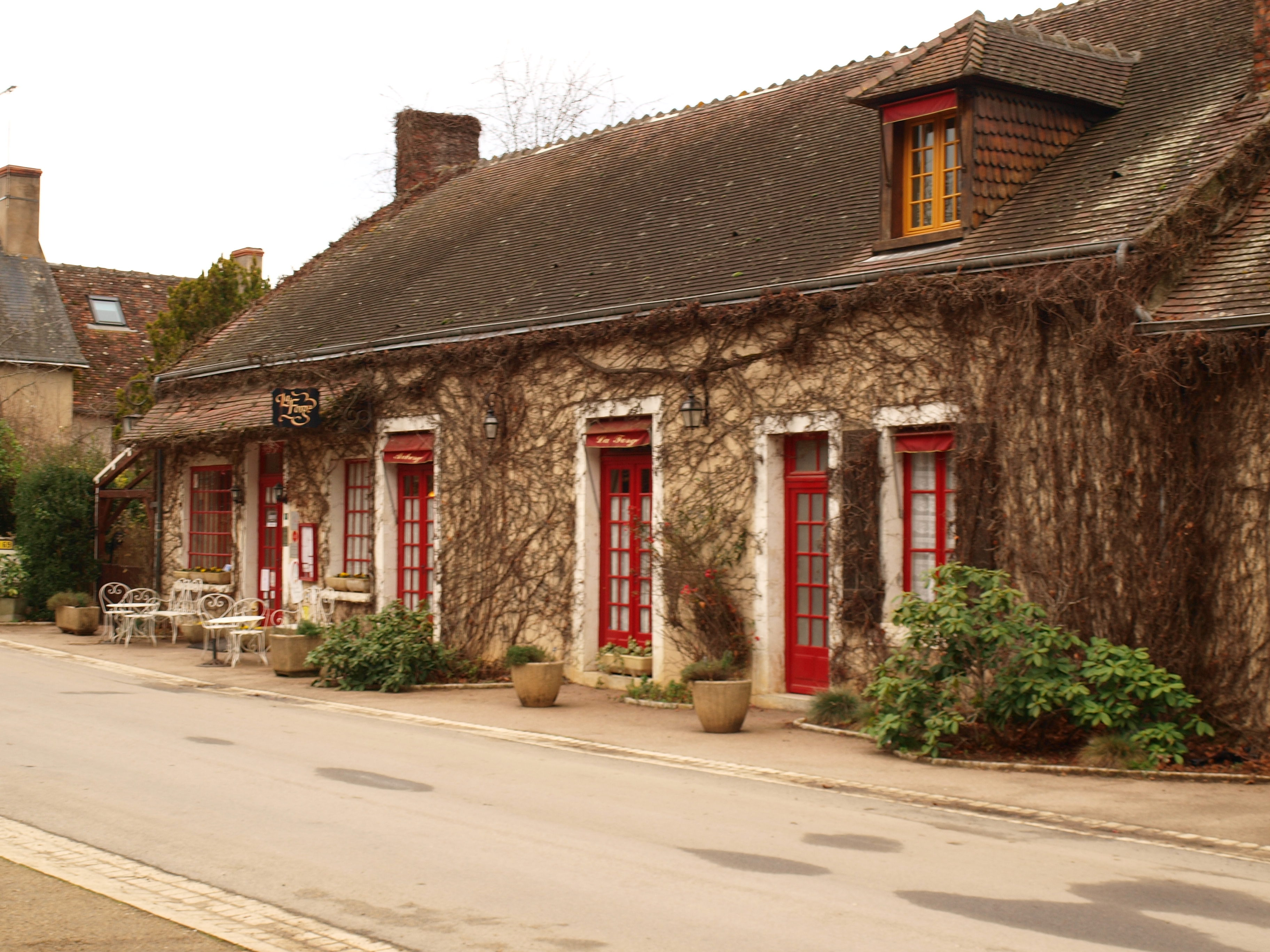
L'auberge La Forge en 2014.

## Culture locale et patrimoine
- Château de Lys-Saint-Georges
- Église Saint-Georges
- Monument aux morts
- Chapelle de l'Hospice
- Maison paysanne (XVIIIe siècle)
- Maison du Jardinier[39]
- Léproserie
- Calvaires

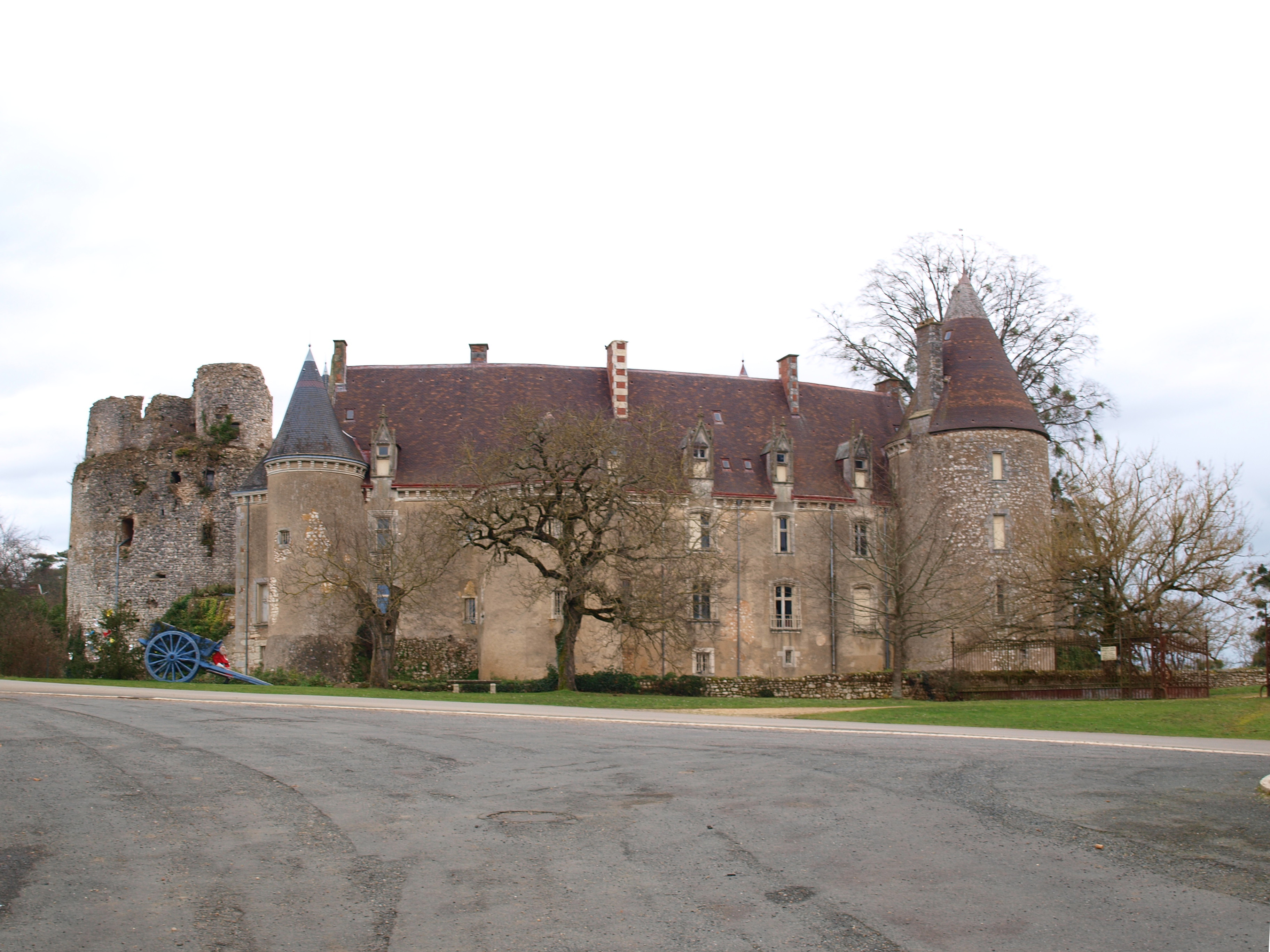
Le château en 2006.
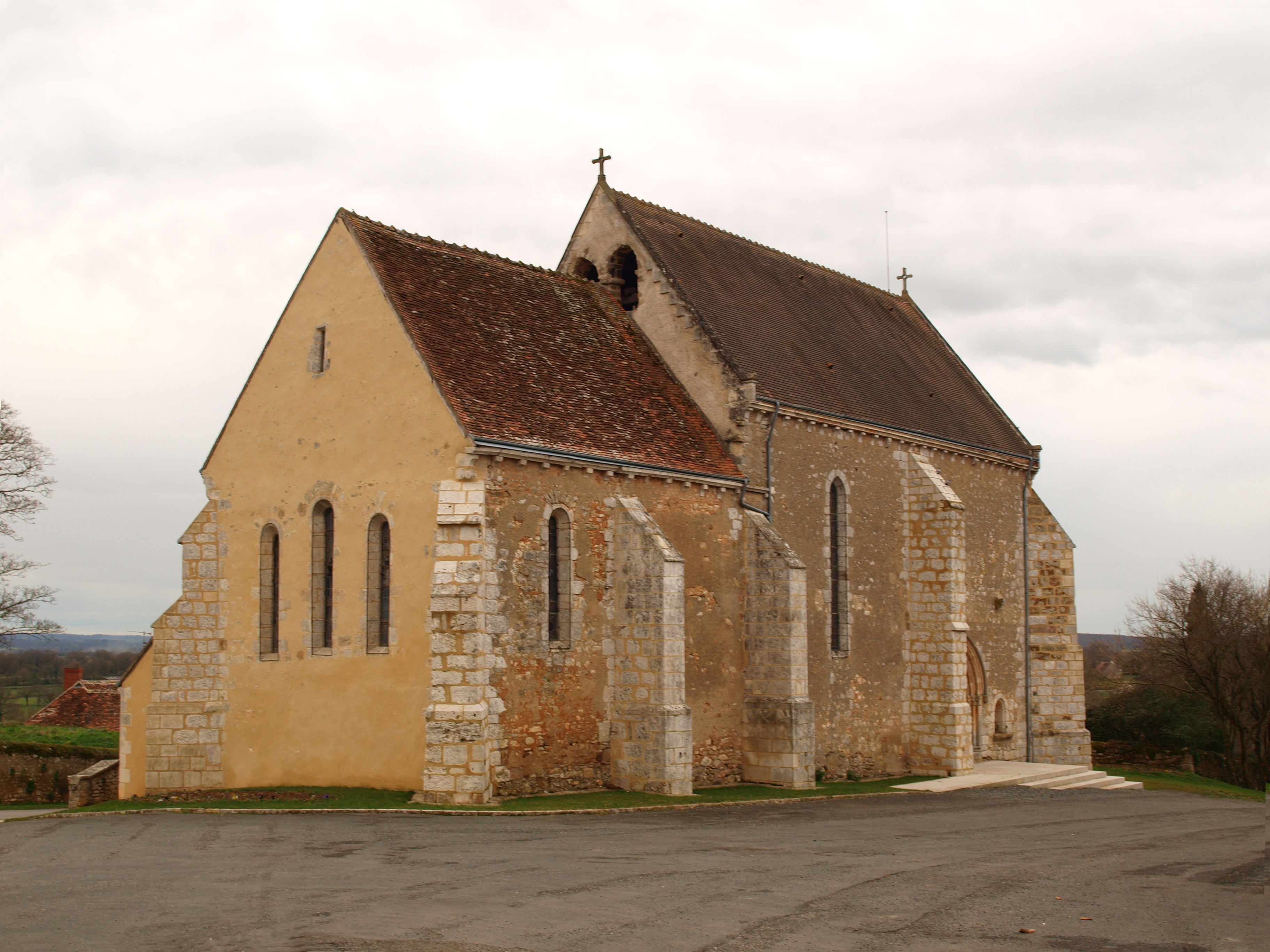
L'église Saint-Georges en 2014.
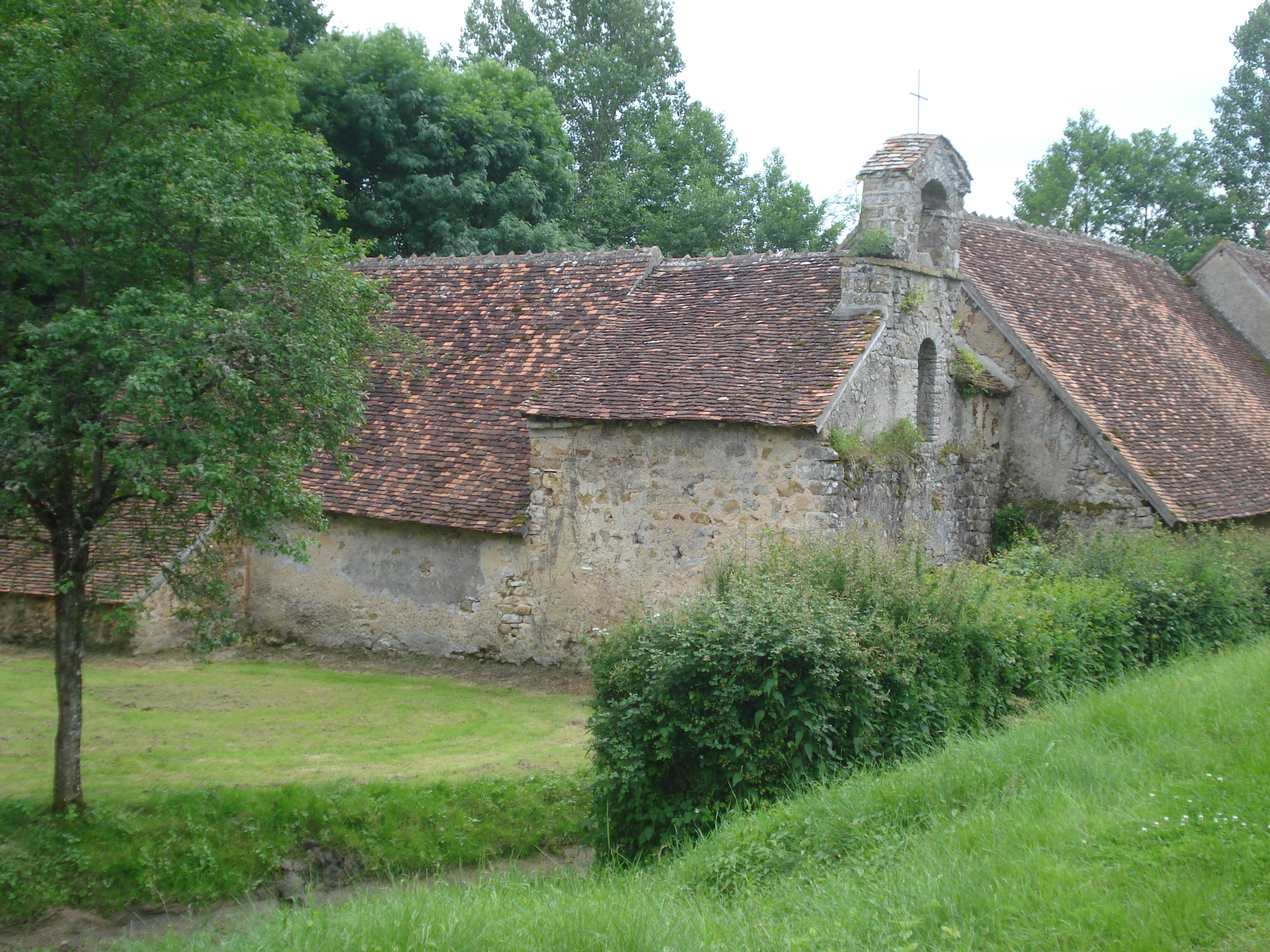
La chapelle de l'ancien hospice en 2008.

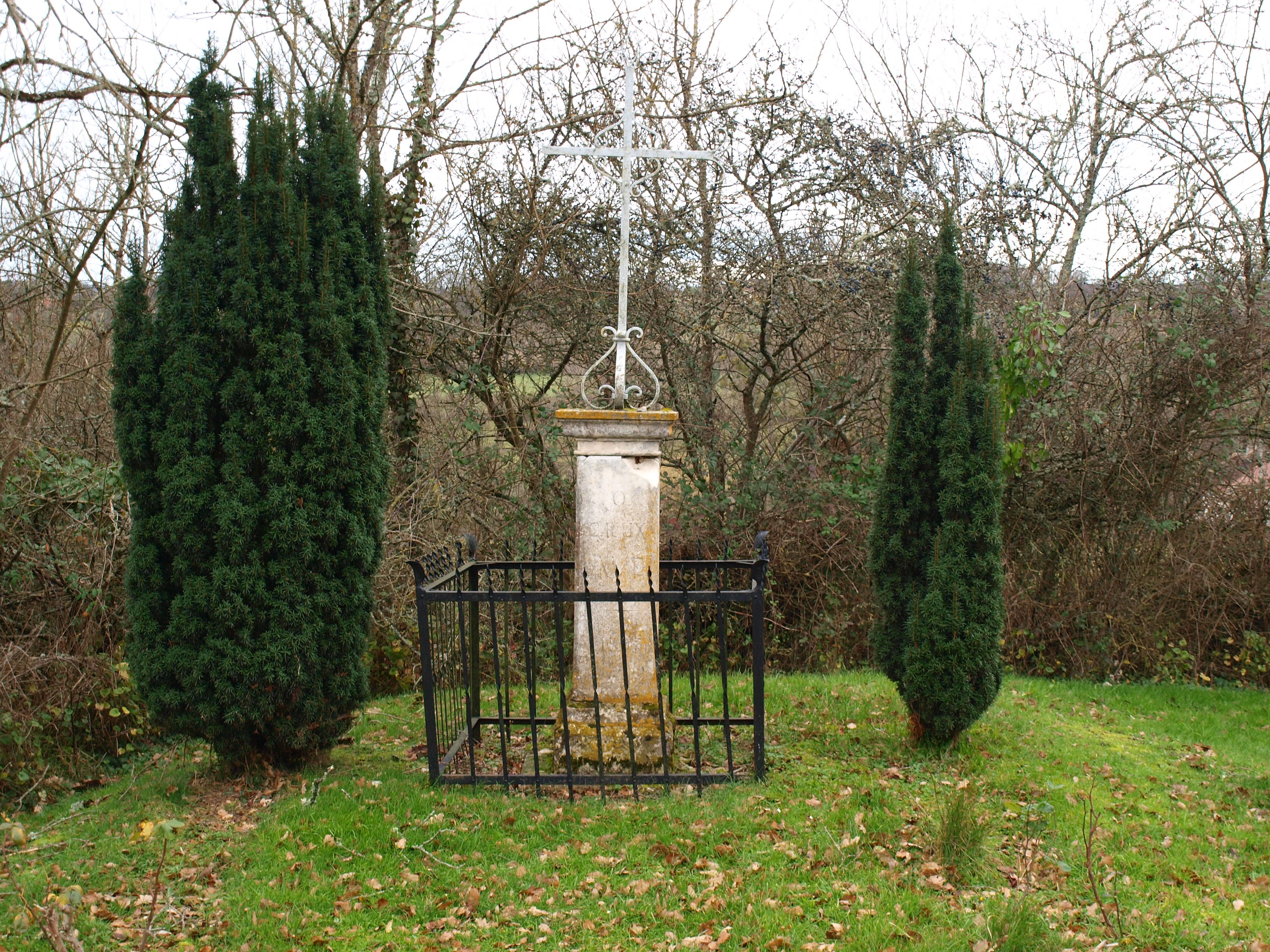
Le calvaire en 2014.
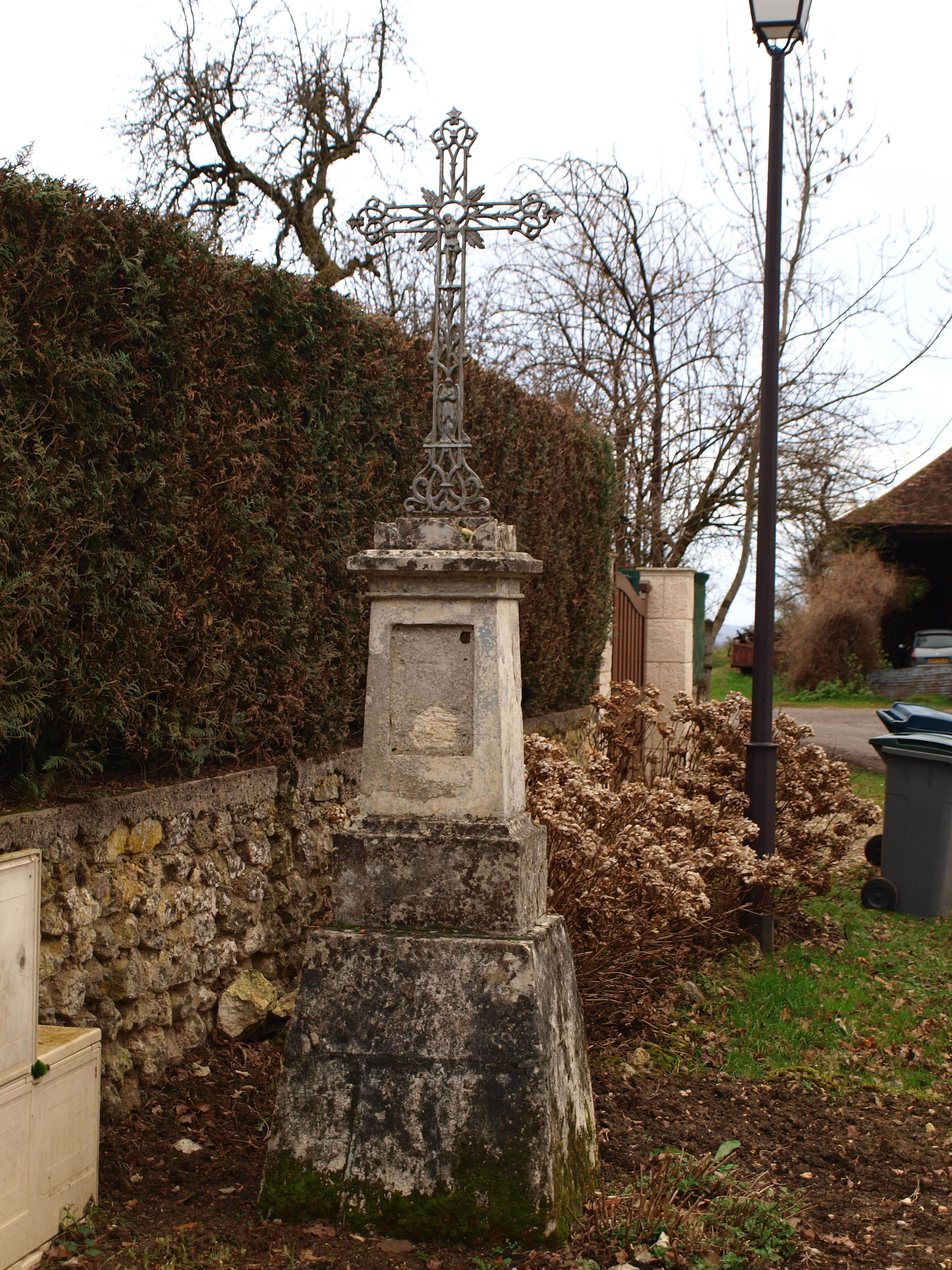
Le calvaire en 2014.
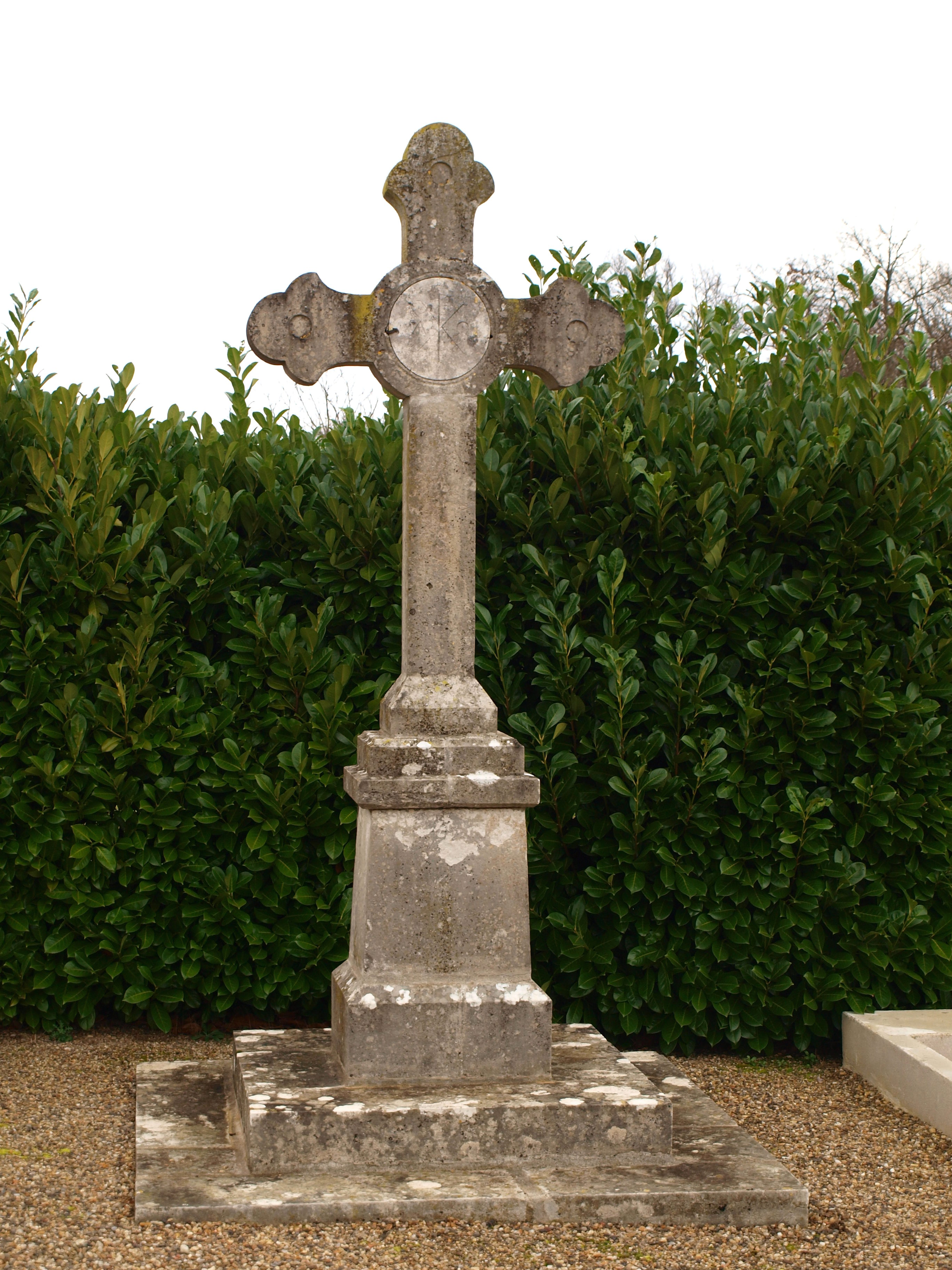
Le calvaire en 2014.
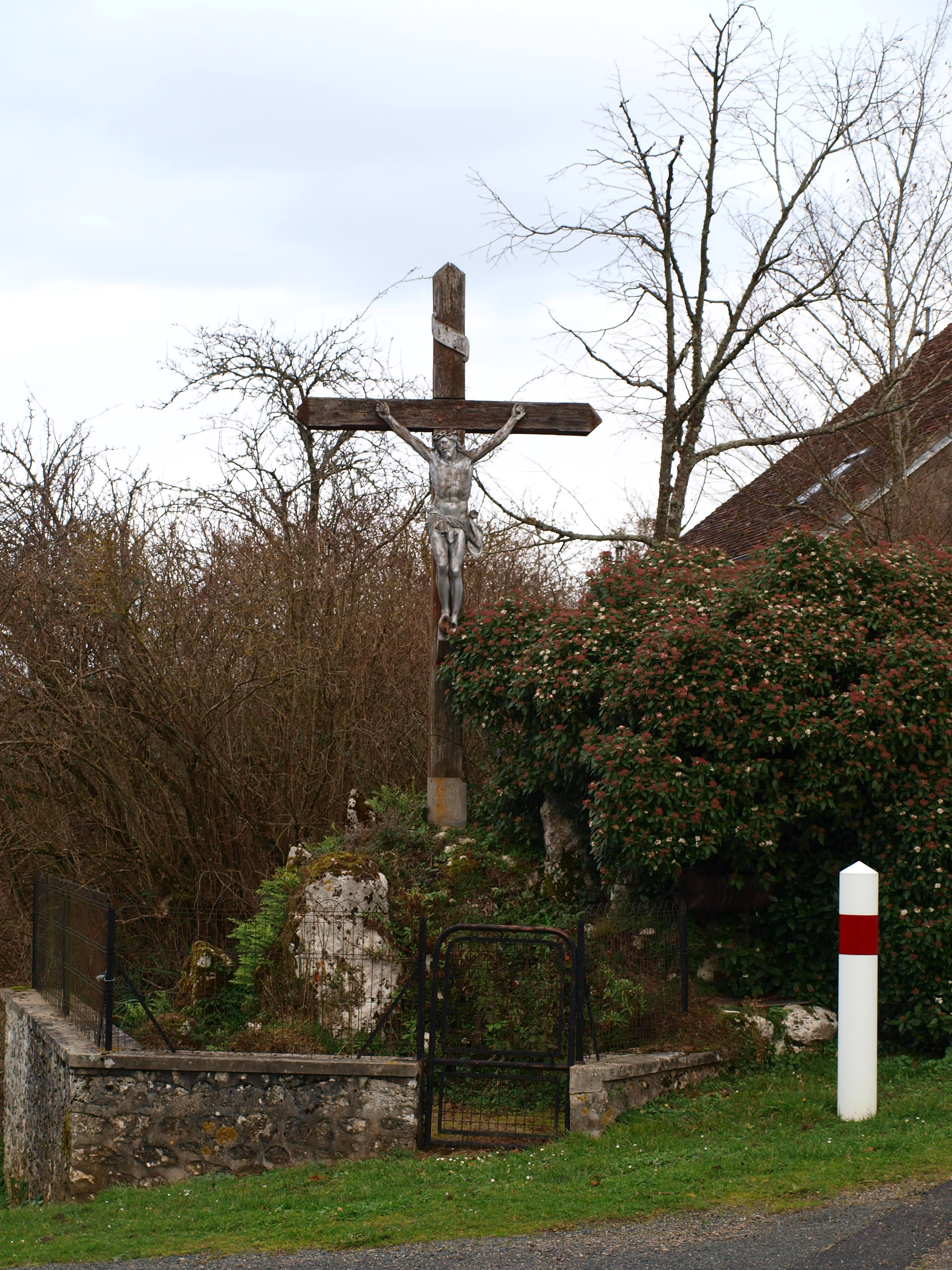
Le calvaire en 2014.

### Héraldique, logotype et devise
| Blason de Lys-Saint-Georges | Blason  | Parti : au 1er d’azur à la fleur de lis d’or, au 2e de gueules au lion d’or. |
| Blason de Lys-Saint-Georges | Détails | Le statut officiel du blason reste à déterminer.                             |